# Steel Meets Steel – Ten Years of Glory
Steel meets steel - ten years of glory es el primer álbum recopilatorio de la banda sueca de heavy metal HammerFall, publicado en el año 2007 por el sello Nuclear Blast. El álbum contiene versiones digitalmente mejoradas de sus obras a partir de 1997 e incluye 3 canciones nuevas: "The abyss", "Last man standing", y "Restless soul", más una versión nueva de la canción "HammerFall" llamada "HammerFall v2.0.07".
También incluye temas en vivo y un video MPEG de la canción "HammerFall v2.0.07".
Lista de canciones
CD 1:
| N.º | Título                       | Escritor(es) | Duración |  |
| 1.  | «The abyss»                  |              | 2.05     |  |
| 2.  | «Last man standing»          |              | 4:20     |  |
| 3.  | «HammerFall v2.0.07»         |              | 4:46     |  |
| 4.  | «The dragon lies bleeding»   |              | 4:22     |  |
| 5.  | «Steel meets steel»          |              | 4:02     |  |
| 6.  | «Glory to the brave»         |              | 7:20     |  |
| 7.  | «Heeding the call»           |              | 4:29     |  |
| 8.  | «At the end of the rainbow»  |              | 4:04     |  |
| 9.  | «Legacy of kings»            |              | 4:11     |  |
| 10. | «Let the hammer fall (live)» |              | 5:51     |  |
| 11. | «Templars of steel»          |              | 5:24     |  |
| 12. | «Renegade»                   |              | 4:21     |  |
| 13. | «Always will be»             |              | 4:29     |  |
| 14. | «Keep the flame burning»     |              | 4:39     |  |
| 15. | «Riders of the storm»        |              | 4:34     |  |

CD 2:
| N.º | Título                                                        | Escritor(es) | Duración |  |
| 1.  | «Hearts on fire»                                              |              | 3:51     |  |
| 2.  | «Crimson thunder»                                             |              | 5:05     |  |
| 3.  | «Hero's return»                                               |              | 5:22     |  |
| 4.  | «Blood bound»                                                 |              | 3:49     |  |
| 5.  | «Secrets»                                                     |              | 6:06     |  |
| 6.  | «Fury of the wild»                                            |              | 4:44     |  |
| 7.  | «Never, ever»                                                 |              | 4:05     |  |
| 8.  | «Threshold»                                                   |              | 4:45     |  |
| 9.  | «Natural high»                                                |              | 4:15     |  |
| 10. | «Dark wings, dark words»                                      |              | 5:02     |  |
| 11. | «The fire burns forever»                                      |              | 3:22     |  |
| 12. | «Restless soul»                                               |              | 5:28     |  |
| 13. | «The metal age (live) (bonus track)»                          |              | 4:27     |  |
| 14. | «Stone cold (live) (bonus track)»                             |              | 4:35     |  |
| 15. | «HammerFall v.2.0.07 VIDEO (rough mix version) (bonus track)» |              |          |  |

## Créditos
- Joacim Cans – Voz (Todas las pistas)
- Oscar Dronjak – Guitarra, Acompañamiento vocal (Todas las pistas)
- Stefan Elmgren – Guitarra, Acompañamiento vocal (Disco 1 pistas 1-3, 7-15; Disco 2 todas las pistas)
- Fredrik Larsson – Bajista, todas las pistas (Disco 1 pistas 1-6; Disco 2 pistas 12,15)
- Anders Johansson – Batería (Disco 1 pistas 1-3, 10-15; Disco 2 todas las pistas)
- Jesper Strömblad – Batería (Disco 1 pistas 4-6)
- Glenn Ljungström – Guitarra (Disco 1 pistas 4-6)
- Patrik Räfling – Batería (Disco 1 pistas 7-9)
- Magnus Rosén – Bajista (Disco 1 pistas 7-15; Disco 2 pistas 1-11, 13-14)